# Noardeast-Fryslân
Noardeast-Fryslân es un municipio de la provincia de Frisia al norte de los Países Bajos. Su sede está en Dokkum.

## Geografía
Está ubicado en el noroeste de Frisia, a orillas del mar de Frisia. Tiene una superficie de 516,45 km².

## Historia
El municipio se creó el 1 de enero de 2019 al fusionarse los antiguos municipios de Dongeradeel, Ferwerderadiel y Kollumerland en Nieuwkruisland.